# Timbre postal

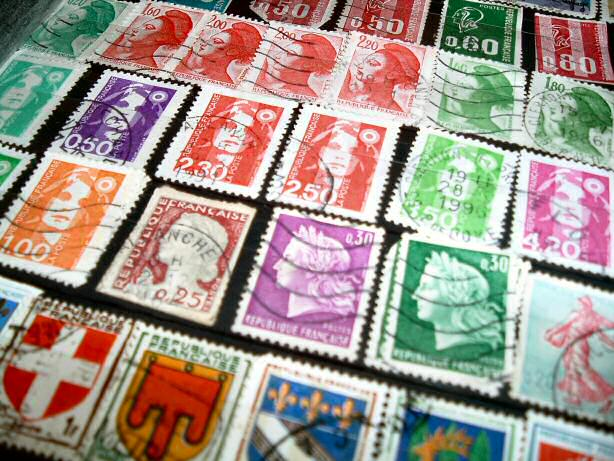
Timbres postaux français.

Le timbre postal ou timbre-poste est une fine pièce généralement de papier, le plus souvent de petite dimension, fréquemment porteuse d'un graphisme, destinée à être collée sur un envoi postal comme preuve du paiement dudit envoi.
La collection et l'étude des timbres postaux et fiscaux sont appelées la philatélie. Les timbres sont un marché très précieux et populaire pour des collectionneurs.

## Histoire

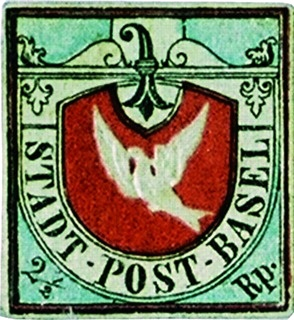
Colombe de Bâle, 1845.

L'histoire a été précédée et inspirée par le timbre fiscal (papier timbré et timbre fiscal mobile). Bien qu'étant, à l'origine, une idée de la toute jeune Belgique née en 1830 (en réalité, ce concept émerge dans l'entreprise postale des Turn und Taxis implantée à Bruxelles), le timbre-poste est une invention des Britanniques, Rowland Hill et James Chalmers dans le cadre d'une importante réforme postale. Le premier timbre mobile et adhésif fut émis par les postes royales britanniques en 1840 sous la forme d'un portrait de la reine Victoria. De couleur noire et valant un penny il est appelé le « Penny Black ». Le premier timbre en couleur, la Colombe de Bâle, fut créé en Suisse en 1845 par le canton de Bâle.

### Les inconvénients de l'ancien système postal
Cette invention a été une révolution dans le système postal. Avant 1840, c'est habituellement le destinataire qui paye le coût de transport par les postes du pli qui lui est adressé, et à un prix très élevé. De ce fait, beaucoup de destinataires refusent les lettres trop coûteuses, tandis que des transporteurs privés à meilleur marché concurrencent indûment la poste. La petite histoire veut que Rowland Hill prit conscience des effets pervers de ce système pour les revenus des postes lorsqu'un jour, dans une auberge, il remarqua la serveuse recevant d'un facteur un pli de son fiancé. La jeune femme ne pouvant, semble-t-il, se permettre la dépense, Hill se proposa de la régler. Elle lui avoua que pour correspondre gratuitement, son fiancé et elle dessinaient de petits symboles sur l'enveloppe pour communiquer.

### La réforme postale britannique

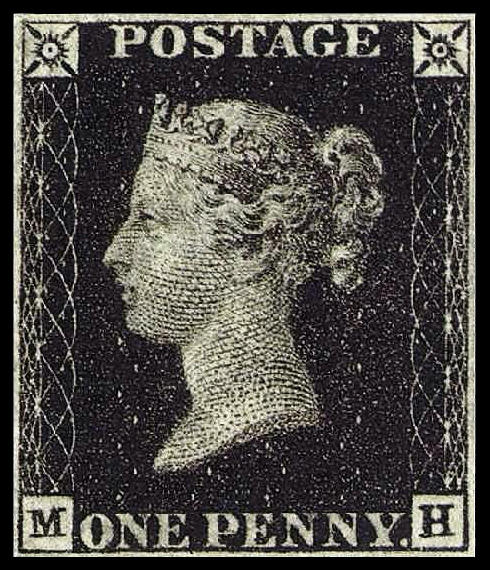
Le 1 penny noir, dit « Penny Black », 1840

En Grande-Bretagne, pour éviter le transport à perte des plis, Hill proposa en 1837, dans son rapport intitulé « Post Office reform, Its importance and practibility » de faire payer l'expéditeur, mais au prix très réduit de 1 penny (« Penny postage »). Cet expéditeur prouverait qu'il s'était bien acquitté de l'affranchissement en utilisant une enveloppe officielle à 1d, ou (suivant une proposition ultérieure de Chalmers) en collant un timbre postal sur l'enveloppe, que l'administration des postes annulerait avec un cachet encré pour éviter toute réutilisation.
La réforme postale demandée par Hill mis trois ans à aboutir en raison de l'opposition de l'administration postale qui ne prenait en considération que le manque à gagner initial pour la poste, sans tenir compte des effets stimulants de la réforme postale sur le développement du commerce et le développement de l'instruction.
Cette réforme entra enfin en vigueur le 6 mai 1840, six jours après la mise à la disposition du public, dès le 1er mai 1840, du premier timbre, le 1 penny noir à l'effigie de Victoria, le « Penny black » dessiné par Henry Corbould, ainsi que de la première enveloppe de port payé dessinée par Mulready.
Cette substitution du « port payé » au « port dû », avec un abaissement considérable du prix perçu pour le transport, entraîna un accroissement immédiat, et chaque année de plus en plus important, du volume des correspondances.
Ce succès, immédiat au Royaume-Uni, fut imité dans le reste du monde. Les premiers pays à avoir réformé leur système postal et émis des timbres postaux ont été :
- 1843 : les cantons suisses de Zurich et de Genève, le Brésil ;
- 1845 : le canton suisse de Bâle ;
- 1847 : les États-Unis, Maurice ;

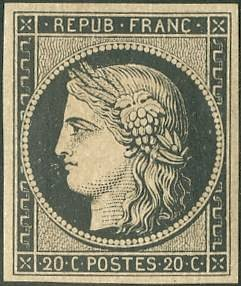
Le 20 c. français noir de 1849

- 1849 : la France, la Belgique, la Bavière ;
- 1850 : l'Espagne ;
- 1851 : le Canada ;
- 1853 : Le Cap, le Chili, le Portugal.

### L'extension de la réforme postale à la France
Dès 1837, l'adoption d'une réforme analogue au système britannique avait été proposée en France. Mais il faudra onze ans pour que la résistance de l'administration des postes soit surmontée par Étienne Arago, à la suite de la révolution de 1848, et que le port-payé à bon marché soit institué par un vote de l'Assemblée nationale, le 24 août 1848. Ce port-payé fut fixé à 20 centimes. C'est en application de cette réforme que fut émis, le 1er janvier 1849, le premier timbre-poste français, le 20 centimes noir, au type Cérès de Barre.
À l’origine, les timbres étaient vendus exclusivement dans les bureaux de poste ou par leurs facteurs pendant la tournée.

## Catégories de timbres postaux
- Poste courante (éventuellement surtaxés au bénéfice d'actions diverses).
- Poste aérienne.
- Timbres-taxe (quand l'affranchissement par l'expéditeur est insuffisant). À ne pas confondre avec les timbres surtaxés.
- Timbres pour journaux et imprimés.
- Timbres des chemins de fer.
- Timbres pour lettres express.
- Timbres de service, timbres de franchise militaire.
- Timbres préoblitérés (pour les courriers ne devant pas passer par les machines à trier et affranchir).
- Timbres de grève postal (non émis par l'entité habituelle de transport du courrier).
- Entiers postaux (le timbre est imprimé sur la carte ou l'enveloppe).
- Timbres des cours d'instruction (timbres fictifs servant à la formation du personnel postal).
- Vignettes expérimentales (en) (timbres fictifs servant aux essais de machines postales = presses d'impression, distributeurs automatiques).

## Éléments graphiques
Un timbre porte un certain nombre d'informations nécessaires à son utilisation postale. Une illustration décorative peut figurer, elle permet soit l'identification du pays émetteur (cas des allégories et des portraits royaux), soit de plaire à l'expéditeur, au destinataire ou au collectionneur (voir timbre commémoratif par exemple).
Les mentions nécessaires sont :
- le nom du pays émetteur. L'Union postale universelle impose qu'il soit écrit en alphabet latin pour que le pli puisse être acheminé à l'étranger. Seul le Royaume-Uni, en tant que premier pays émetteur de timbre-poste, affiche seulement l'effigie de son souverain.
- la valeur faciale pour savoir si l'affranchissement suffit à l'expédition du pli.

Des mentions peuvent apparaître sur les timbres de certains pays :
- une mention de type « Postes » rappelant l'usage postal pour distinguer des timbres fiscaux. Cette mention peut être le nom de l'entreprise postale (en France, « La Poste »).
- les noms des créateurs du timbre sous l'illustration : le dessinateur à gauche, le graveur à droite.
- le nom de l'imprimerie, parfois inscrit au bas du timbre, au milieu sous l'illustration.

## Matières
La quasi-totalité des timbres sont imprimés sur du papier, même si certaines administrations postales ont pu user, par souci de promotion parfois, d'autres matériaux.
- Quelques pays d'Afrique et du golfe Persique ont émis des timbres sur feuilles d'or.
- Le Bhoutan a émis des timbres en plastique (et en relief), en vinyle, en carton, en papier parfumé, en carton avec effet trois dimensions, en soie véritable et même en feuilles de métal.
- Des métaux précieux peuvent aussi être utilisés ponctuellement. En 2000, la poste française a émis un timbre en l'honneur de la métallurgie représentant une tour Eiffel en argent (couche déposée à chaud de 0,3 mm) et la fusée Ariane.
- Certaines administrations postales rivalisent d'originalité dans l'émission de timbres créés dans des matières spéciales : timbres en acier (Bhoutan), timbres en bois (Djibouti, Gabon, Suisse), timbre en soie, (Bhoutan), timbres en aluminium (Tonga), timbres en dentelle (Italie), en peluche (Sierra Leone), en broderie (Suisse, Autriche).

Les gommes adhésives à l'arrière des timbres peuvent être assez variées. En France, on peut signaler une variété de gomme tropicale qui a parfois été utilisée. 
Pendant la Première Guerre mondiale, les pièces de monnaie (en argent et en bronze) furent thésaurisées. Pour pallier le manque de monnaie, des villes, des chambres de commerce, des commerçants firent frapper des monnaies de nécessité. Certaines entreprises firent alors fabriquer des timbres-monnaie : mi-timbres mi-monnaies, c'étaient des jetons circulaires constitués d'un petit boîtier rond en métal enchâssant le timbre-poste entre le disque métallique et un feuillet transparent ; ce disque métallique servait en outre de support publicitaire.

## Techniques d'impression

### Principaux articles
- Épreuves et essais en philatélie
- La typographie
- La lithographie
- L'héliogravure
- L'offset
- La taille-douce. En philatélie, la plus célèbre utilisation de la taille-douce est le Penny Black, premier timbre-poste émis en Grande-Bretagne. Elle fut choisie en dépit de son coût car la précision des tailles rend les timbres en taille-douce impossibles à reproduire exactement.

En France, la taille-douce a commencé à être utilisée à partir de 1928 pour les timbres grand-format de la Caisse d'amortissement puis pour ceux de la série touristique de 1930-31.
- Les impressions de fortune :
  - Impressions au cachet à main (Timbres de grève français de 1971 et 1974), (à Madagascar d'octobre 1944 à juin 1946 avec la valeur manuscrite).
  - Dactylographie (timbres des missionnaires d'Ouganda).

### Problème des faussaires
La connaissance des techniques d'impression est fort utile non seulement aux imprimeurs des timbres officiels, mais aussi aux faussaires, qu'ils visent à tromper le fisc, la poste ou les collectionneurs.

### Originalité de l'impression
Les administrations postales font preuve d'originalité dans l'impression des timbres, en utilisant les techniques modernes d'impression :
- Effet de gaufrage créant un relief en pressant le papier ;
- Impression avec une encre gonflante : timbre sur la dentelle en France ;
- Timbre parfumé à l'odeur de chocolat ;
- Timbre servant de ticket de loterie avec numéro à gratter ;
- Utilisation de l'encre fluorescente pour des timbres sur Halloween (France) ;
- Timbre suisse de 5 Frs en broderie de Saint-Gall en 2000 ;
- Timbre suisse de 1,80 Fr à hologramme en 2002 ;
- Timbre suisse de 70 c en braille en 2003 ;
- Timbre suisse de 5 Frs en bois en 2004 ;
- Timbres suisses de 85 c et 1 Fr en plastique lenticulaire en 2007.

### Les variétés et les types
Lors de l'impression des timbres, les poinçons en métal utilisés s'usent progressivement et sont régulièrement remplacés. Il arrive que l'usure d'une planche de poinçons ne soit pas remarquée à temps et que des défauts s'impriment sur un ou plusieurs timbres de la planche finale. Les philatélistes parlent de variété pour désigner des timbres légèrement différents de la version normale. Ils peuvent être très recherchés selon le côté spectaculaire du défaut et leur rareté.
Les variétés sont recherchées par les philatélistes en raison de leur rareté puisqu'elles sont accidentelles et que les contrôles à l'imprimerie devraient les détruire toutes. Il ne faut pas confondre « variété » et « curiosité ». La variété est répétitive, tandis que la curiosité est accidentelle et non nécessairement répétitive. La variété est répertoriée (la position du cliché d'impression sur la planche est bien déterminée).
Par contre, si la différence n'est pas accidentelle, mais est due à une différence systématique entre deux jeux de poinçons secondaires (ceux issus du poinçon originel), les collectionneurs parlent de types puisqu'il y a deux dessins différents existants pour un timbre. Leur valeur philatélique, cette fois-ci, va dépendre du souci du collectionneur de distinguer tous les aléas du processus d'impression et du nombre de timbres tirés des différents types.
Exemples de variétés :
- changement de couleurs : de la variation (de l'orangé pâle à l'orange vif pour un timbre orange) à l'erreur (bleu au lieu de rouge) ;
- omission ou inversion d'une couleur : timbre polychrome où manque une couleur ;
- tête-bêche : un timbre a été imprimé à l'envers sur une feuille ;
- changement du figuré du dessin : un cliché en métal servant à l'impression a pu être mal gravé ou détérioré ; par exemple, « MAROC » devient à l'impression « MAROO » ; le cliché peut avoir été rayé et laissé un fin trait d'encre sur le timbre en plus de ceux du dessin d'origine ;
- variétés de surcharge : surcharges doubles, renversées, à cheval ;
- centre renversé, cadre renversé, etc.

## Formes

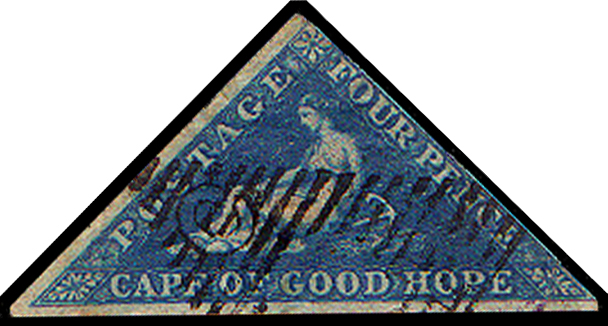
Timbre triangulaire de la colonie du Cap

Les différentes administrations postales ont fait preuve d'originalité au long de leur histoire dans la forme de leurs émissions de timbres postaux, surtout avec le développement de la philatélie.
- Le quadrilatère est la forme de la majeure partie des timbres-poste, surtout rectangle. Le Penny Black britannique et le Vingt centimes noir français sont de forme rectangulaire. Le trapèze est plus rare.
- Le triangle fut surtout utilisé dans divers pays d'Amérique latine, puis par certains pays francophones d'Afrique dans les années 1960. Mais son emploi reste avant tout célèbre pour la première émission, en 1853, de la colonie britannique du Cap.
- Le losange, moins répandu que le triangle, après une première apparition en Côte française des Somalis, a été relancé, au cours des années 1930, par la république autonome de Touva, en Mongolie soviétique, à des fins principalement philatéliques.
- La poste andorrane émet en juillet 2012 le premier timbre-poste imprimé en creux au monde sur le modèle de l'œuvre Point 2 vue de l'artiste Marc-André 2 Figueres[3]. Cependant, les gaufrages en relief existent depuis plus d'un siècle.
- Le timbre rond, peu répandu, sauf sur les entiers postaux, car se prêtant mal à l'impression en feuilles, a été popularisé en France avec l'émission du timbre commémorant la Coupe du monde de football 1998. L'imprimerie des timbres-poste a d'ailleurs rentabilisé sa machine de fabrication des timbres ronds en émettant en 1998 sur le même sujet un timbre andorran, puis un pour la Nouvelle-Calédonie et en 2002 pour la Coupe du monde suivante.
- L'avènement des timbres auto-collants permet l'utilisation des systèmes habituels d'impression et de découpe, tout en incitant à diversifier les formes possibles de certains timbres : cœur (fête de la Saint-Valentin en France)…

## Mise en page
En général, chaque timbre est une unité d'image, ne débordant pas sur le timbre le voisinant sur la feuille d'impression.
- Les variétés de mise en page sont des erreurs de l'imprimeur, et sont donc très recherchées des collectionneurs :
  - Les têtes-bêches lorsqu'un timbre est à l'envers par rapport au reste de la feuille.
  - Les erreurs de valeur : au XIXe siècle, chaque timbre de la feuille est imprimé à partir d'une plaque de métal. L'imprimeur a parfois inclus par erreur une plaque d'une autre valeur.
- Mise en page originale et volontaire :
  - Les postes des Pays-Bas sont coutumières des timbres liés. Par exemple, pour célébrer l'élevage bovin national, deux vaches brunes et noire sont à cheval sur deux timbres. Le collectionneur, s'il veut les vaches au complet, doit acheter plusieurs timbres.
  - Pour la série sur les jardins, la poste française créa un bloc-feuillet intégrant les paysages des deux jardins sur timbres et les parties externes du feuillet avaient la forme de portail de jardins publics que le collectionneur pouvait replier sur les deux jardins.
- Les blocs-feuillets mettent en scène un ou plusieurs timbres autour d'un thème. Pour une série sur les animaux de la ferme (France, 2003), le dessinateur prépara une scène de ferme avec quatre animaux qui formeront quatre timbres inclus sur ce feuillet.

## Formes de vente
- Les timbres à l'unité sont généralement découpés par les agents des postes au sein de feuilles de cent timbres. Dans les années 1840-1850, les timbres sont découpés aux ciseaux, puis sont inventées des techniques pour trouer les feuilles par des lignes verticales et horizontales. Ces trous permettent de détacher plus facilement les timbres, et leur ont donné des dents (formes laissées par les trous après découpe).
- Les carnets de timbres ont permis aux clients d'avoir sur un support cartonné des timbres à leur libre disposition. Les carnets de timbres courants sont recherchés par les collectionneurs pour les publicités qu'ils portent ou la composition des timbres à l'intérieur.
  - Il existe aussi des carnets de timbres commémoratifs. En France, il en est émis actuellement deux par an (personnalités célèbres et fête du timbre).
  - Par leur côté plus pratique, les timbres autocollants sont toujours fournis en carnet.
- Les blocs-feuillets (voir ci-dessus Mise en page).
- Les rouleaux ou roulettes de cinquante timbres courants ou plus, adaptés pour les distributeurs automatiques.
- Il existe des distributeurs automatiques de timbres. En France, les guichets automatiques bancaires (GAB) de la Poste distribuent également des timbres postaux 24 heures sur 24 depuis juillet 1996 (système inventé par un facteur, Christian Padovani).
- Il est également possible de se procurer des timbres en ligne. Ces derniers sont personnalisés en fonction du choix de l'internaute.

## Manifestations de promotion
Pour assurer la promotion de leurs émissions et tirer des revenus supplémentaires, les administrations postales organisent des manifestations.
- Les Premier jour d'émission : la veille et aussi l'avant-veille de son émission officielle, le timbre peut être acheté dans certains lieux, généralement liés au sujet du timbre. Sur place, le bureau de poste temporaire oblitère le timbre avec un cachet spécial pouvant porter une illustration et la mention « Premier Jour ».
- Dans plusieurs pays, ont lieu des journées du timbre. En France, une fois par an, cette journée devenue la Fête du timbre est l'occasion d'une émission Premier jour disponible dans une centaine de villes françaises. La Poste utilise un même thème plusieurs années d'affilée pour fidéliser les collectionneurs, en particulier les jeunes. Depuis le début des années 2000, ce sont les personnages de bandes-dessinées qui sont à l'honneur : Lucky Luke, Astérix, Mickey Mouse et Donald Duck, Titeuf, Harry Potter dernièrement. Auparavant, il y eut les voitures postales, le cheminement du courrier et les anciens types d'usage courant.
- Les expositions internationales où, en marge des collections exposées, sont aussi présents des marchands de timbres (ceres philatélie, Yvert et Tellier…) et des administrations postales. Elles sont également le prétexte à l'émission par de nombreux pays d'émissions spéciales portant le logo de l'exposition. En France, la principale exposition philatélique internationale a été dénommée Philexfrance.
- Du 15 avril au 21 septembre 2015, la Cité de l’architecture et du patrimoine, à Paris (XVIe), a présenté l’exposition Archi-timbrée. Une exposition qui met en regard les timbres représentants des chefs-d’œuvre du patrimoine architectural français et les œuvres correspondantes présentées dans les galeries du musée[4].

## Tirages (nombre d'exemplaires imprimés)
Ils ne sont pas toujours officiellement connus. Le nombre d'exemplaires réellement vendus peut être inférieur.
Quelques exemples extraits du catalogue France Yvert et Tellier 2008 :
- 1933, 90 c Le Puy-en-Velay : 12 millions d'exemplaires
- 1938, 50 F Clément Ader : 570 000 exemplaires
- 1949, 12 F Anniversaire de la mort de Jean Racine : 2,5 millions
- 1961, 45 c Sully-sur-Loire : 123 millions
- 1995, 2 F 80 Centenaire du cinéma : 2,3 millions
- 2003, 0,75 € Esclave Rebelle de Michel-Ange : 5,9 millions

Certains, devenus très coûteux du fait de leur rareté, ont été imprimés à un très petit nombre d'exemplaires : c'est le cas en France du 1 fr 50 type Pasteur surchargé 10 fr, émis à 900 exemplaires seulement en 1928 par un bureau de Poste spécial du paquebot Île-de-France pour le courrier aérien envoyé depuis le paquebot.
Depuis 1840, près de 700 000 timbres postaux ont été tirés dans le monde (dont 4 500 en France) par les pays qui ont le droit d'émettre des timbres (droit établi par l'Union postale universelle).

## Validité
En France, malgré le passage à l'euro, les timbres postaux libellés en francs — y compris en anciens francs — sont encore valables, hormis ceux qui pour des raisons techniques ou politiques ont été démonétisés,. Il suffit d'effectuer la conversion pour s'assurer que le montant corresponde au tarif d'envoi de la lettre ou du colis. Il est recommandé d'indiquer le prix de conversion en euros sur l'enveloppe ou le paquet, pour simplifier le travail des postiers et éviter ainsi d'éventuels retards ou pertes.

## Cote des timbres les plus recherchés
Parmi les timbres prisés par les collectionneurs et les investisseurs, l'on trouve :
- le One cent magenta de Guyane britannique, connu à 1 exemplaire, qui appartenait à John du Pont depuis 1980, et vendu 9,5 millions de dollars américains le 16 juin 2014 : un record mondial[8] ; le 8 juin 2021 il est de nouveau vendu aux enchères pour 8,307 millions de dollars, soit 6,83 millions d’euros, au Groupe Stanley Gibbons à Londres[9],[10]. Il reste donc le timbre le plus cher monde ;
- le Orange-Red One Penny [1d] de Maurice, émis en 1847 et le Two Penny Blue [2d] de Maurice, émis en 1847, connu à 2 exemplaires, vendu 1 million de livres sterling en juin 2011[11] : ces deux timbres, le 1d et le 2d de Maurice, ont été vendus sur une même enveloppe adressée à Bordeaux pour 5,75 millions de francs suisses en 1993 ;
- le Tre skilling jaune de Suède de 1856, vendu plus de 1,6 million de livres sterling en mai 2010 ;
- le Vermillon de France, regroupe un bloc de 4 timbres un franc vermillon (1849) dont un tête-bêche, pour un prix estimé à 1,5 million d'euros ;
- le One cent Benjamin Franklin Z-Grill émis aux États-Unis en 1868, vendu près de 3 millions de dollars[Quand ?] ;
- le premier timbre de l'histoire, le Penny Black, se négocie autour de 3 000 dollars ;
- le 100 £ Kenya et Ouganda George V émis en 1922, à l'impressionnante valeur faciale (l'équivalent de 2 500 francs-or), se vend neuf aux alentours de 85 000 euros ;
- la Colombe de Bâle, premier timbre suisse émis en 1845, se vend un peu moins de 20 000 € ;
- le 15 centimes noir Île de la Réunion émis en 1852 dépasse les 40 000 € ;
- le 10 centimes bistre Napoléon Bonaparte prince-président 1852 ;
- le 10 centimes Afrique équatoriale française Gabon contremarqué « Corps expéditionnaire franco-anglais Cameroun » de 1917 qui n'existerait qu'à 25 exemplaires.